# Jürgen Klauke

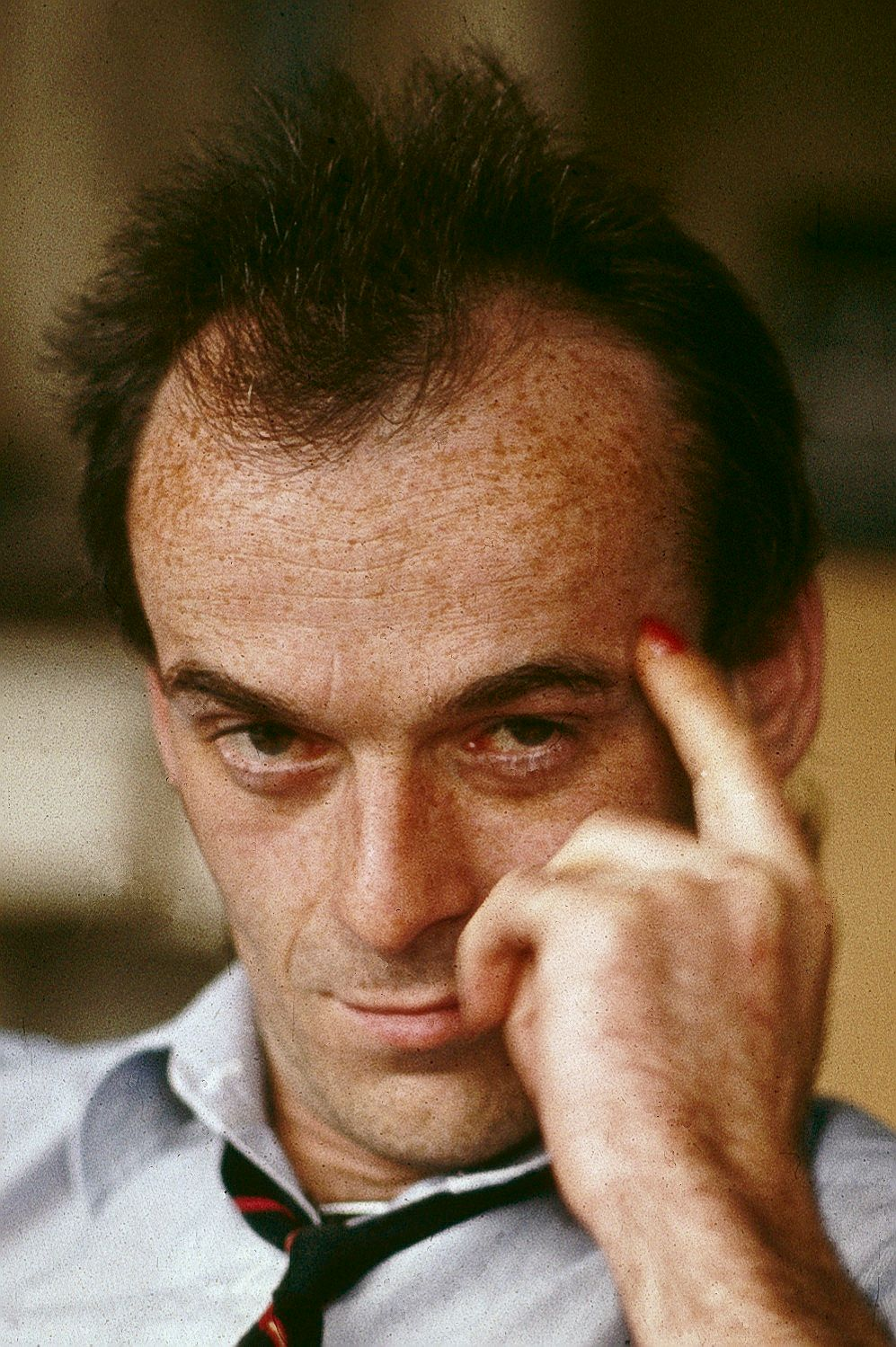
Jürgen Klauke, Köln 1984

Jürgen Klauke (* 6. September 1943 in Kliding bei Cochem an der Mosel) ist ein deutscher Künstler.

## Leben und Werk
Klauke studierte von 1964 bis 1970 freie Grafik an den Kölner Werkschulen und wurde zum Meisterschüler bei Alfred Will ernannt.
Klaukes frühe Arbeiten beschäftigten sich vorwiegend mit dem menschlichen Körper und seiner geschlechtlichen Identität. Er erkannte bereits in den frühen 1970er Jahren als einer der ersten die Möglichkeiten der Fotografik als künstlerisches Ausdrucksmittel und wurde so einer der markantesten Vertreter der späteren Bodyart. Seine oft provokativ inszenierten Arbeiten sind heute fester Bestandteil der deutschen Fotokunstszene. Klaukes Werk besteht meist aus ganzen thematischen Zyklen und Performances.
Jürgen Klauke war 1977 Teilnehmer der Documenta 6 und 1987 Teilnehmer der Documenta 8 sowie der Biennale in Venedig 1980
Von 1988 bis 1994 war er Professor für Kunst und Fotografie an der Universität Essen (die Fachgruppe Fotografie gehört inzwischen wieder zur Folkwang Universität der Künste). Von 1994 bis 2008 war er Professor für künstlerische Fotografie an der Kunsthochschule für Medien in Köln, bekannte Schüler waren u. a. Achim Mohné, Eva Bertram und Oliver Schwabe. Klauke lebt und arbeitet in Köln.

## Preise und Auszeichnungen
- 1995 Großer Kulturpreis der Sparkassen-Kulturstiftung Rheinland
- 2013 Wahl zum ordentlichen Mitglied der Nordrhein-Westfälischen Akademie der Wissenschaften und der Künste
- 2013 Cologne-Fine-Art-Preis[1]

## Einzelausstellungen (Auswahl)
- 1973 Rheinisches Landesmuseum, Bonn
- 1975 Galerie Li Tobler, Zürich
- 1986 Jürgen Klauke. Neue Fotoarbeiten und Zeichnungen, Nationalgalerie, Berlin (Katalog)
- 1987 Eine Ewigkeit ein Lächeln, Hamburger Kunsthalle, Hamburg (Katalog)
- 1987 Museum Ludwig, Köln (Katalog)
- 1988 Prosecuritas, Very de Nada, Halle Süd, Genf (Katalog)
- 1992 Sonntagsneurosen, Staatliche Kunsthalle, Baden-Baden
- 1994 Sammlung Ingvild Götz, Cindy Sherman, Jürgen Klauke (Katalog)
- 1997 Phantomempfindung, The Museum of Modern Art, Saitama & Shiga, The Yamaguchi Prefectural Museum of Art, Yamaguchi, Japan (Katalog)
- 2001 Absolute Windstille. Jürgen Klauke – Das fotografische Werk 1970-2000, Kunst- und Ausstellungshalle der BRD, Bonn & The State Russian Museum, St. Petersburg (Katalog)
- 2006 Hoffnungsträger, Aspekte des desaströsen Ich. Museum Moderner Kunst, Passau.
- 2007 Ästhetische Paranoia, Galerie Helga de Alvear, Madrid.
- 2009 EINSAMZWEISAM, Galerie Serge Le Borgne, Paris.
- 2010 Jürgen Klauke. Ästhetische Paranoia, ZKM / Museum für Neue Kunst, Karlsruhe, anschließend: Museum der Moderne Salzburg und 2014: La Chambré, Strassburg.
- 2011 Ästhetische Paranoia, Museum der Moderne Salzburg, Salzburg
- 2012 Schlachtfelder, Galería Helga de Alvear, Madrid
- 2015 60 Jahre Documenta, Galerie Coucou, Ästhetische Paranoia, Kassel
- 2014 Jürgen Klauke, Transformer: Photoworks from the 1970s, Koenig & Clinton, New York
- 2017 Jürgen Klauke – Selbstgespräche. Zeichnungen 1970 –2016, Max Ernst Museum, Brühl
- 2017 Jürgen Klauke. Bewegtes Ich, Galerie Guido W. Baudach Berlin
- 2018 KörperzeichenZeichenkörper, Nordrhein-Westfälische Akademie der Wissenschaften und der Künste, Düsseldorf
- 2018 Prosecuritas-Zyklus (Phantom-Fotografie), Galerie Hans Mayer, Düsseldorf
- 2018 Fotoarbeiten und Zeichnungen, Galerie Suzanne Tarasieve, Paris
- 2018 Klauke der Zeichner, Galerie Klaus & Elisabeth Thoman, Wien
- 2018 Hintergrundrauschen, Galerie Thomas Zander, Köln
- 2020 Scenography of Existence, Jürgen Klauke und Sissa Micheli, Kuratiert von Günther Oberhollenzer, Galerie Alessandro Casciaro, Bozen
- 2022 Bodysounds/Kreuz&Queer, Galerie Guido Baudach, Berlin
- 2023 Kreuz&Queer, Galerie Helga de Alvear, Madrid

## Performances (Auswahl)
- 1975 Keine Möglichkeit – Zwei Platzwunden, De Appel, Amsterdam.[2]
- 1981 Melancholie der Stühle, Performance '81, Städtische Galerie im Lenbachhaus, München
- 1982 Melancholie der Stühle, Performance Zwei, Künstlerhaus Bethanien, Berlin
- 1984 Kunstlandschaften, Kunsthalle Kiel & Kampnagel-Gelände, Hamburg
- 1986 Zweitgeist, WDR: Lyrics, Domplatte, Köln
- 1987 Postmoderne – hab mich gerne, Documenta 8, Kassel

## Kataloge (Auswahl)
- 1971 Ich & Ich, Tageszeichnungen & Fotosequenzen, Okt.1970-Feb.1971, Eigenverlag, Köln
- 1981 Formalisierung der Langeweile – Fotoarbeiten, Performance und Videodokumente der Werkgruppe, Rheinisches Landesmuseum, Bonn / Kunstmuseum Luzern / Rheinlandverlag, Köln
- 1982 Fotosequenzen 1972-1980, Betzel Verlag, Frankfurt am Main
- 1986 Eine Ewigkeit ein Lächeln. Zeichnungen, Fotoarbeiten, Performances 1979/86, DuMont Buchverlag, Köln
- 1995 Stellvertreter, Galerie Rigassi, Bern
- 1997 Jürgen Klauke – Phantomempfindung, Museum of Modern Art, Saitama, Japan; Museum of Modern Art, Shiga, Japan; Museum of Art, Yamagushi, Japan
- 1997 Jürgen Klauke – Kunst Heute Nr.19, Verlag Kiepenheuer & Witsch, Köln
- 2001 Absolute Windstille, Jürgen Klauke – Das fotografische Werk 1970-2000, Kunst- und Ausstellungshalle der Bundesrepublik Deutschland, Bonn/Cantz
- 2001 Ziemlich, Salon Verlag, Köln
- 2001 Le désastre du moi, 1996-2001, Maison Européenne de la Photographie, Paris